# الكتاب الأمريكي الهزلي

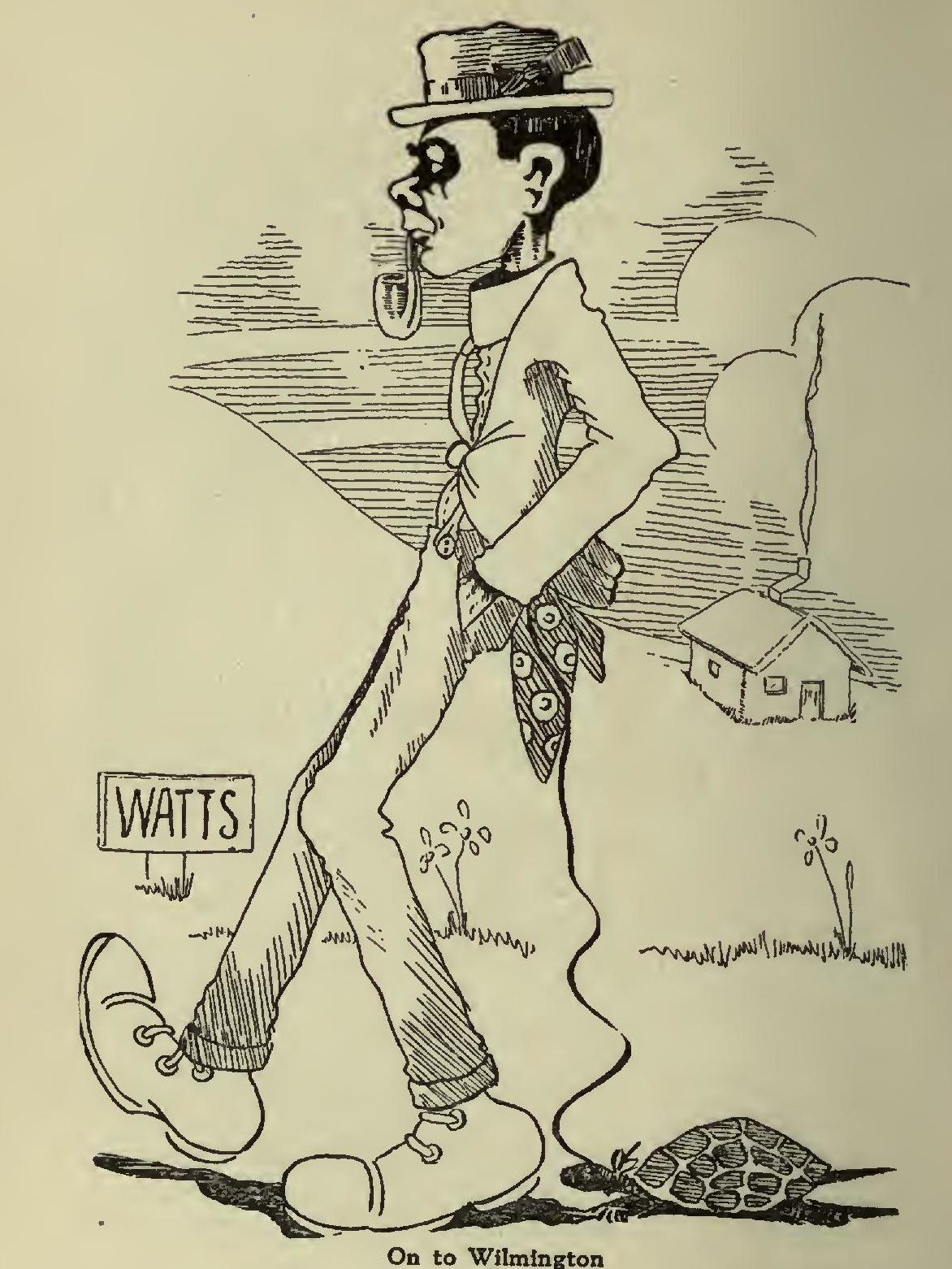
الكتاب الهزلي

الكتاب الهزلي الأمريكي، هو مجلة دورية رقيقة نشأت في الولايات المتحدة، بمعدل 32 صفحة، تحتوي على كاريكاتير بينما نشأ النموذج في عام 1933، اكتسبت الكتب الأمريكية الهزلية شعبية لأول مرة بعد النشر عام 1938 من كاريكاتير العمل، الذي تضمن الظهور الأول للبطل الخارق سوبرمان. تبع ذلك طفرة خارقة استمرت حتى نهاية الحرب العالمية الثانية. بعد الحرب، بينما هُمش الأبطال الخارقون، توسعت صناعة الكتب المصورة وشاعت أنواع مثل الرعب والجريمة والخيال العلمي والرومانية. شهدت الخمسينيات من القرن الماضي انخفاضًا تدريجيًا، بسبب الابتعاد عن وسائل الإعلام المطبوعة في أعقاب التلفزيون وتأثير هيئة الكومسكس كود. شهدت أواخر الخمسينيات والستينيات انتعاشًا للأبطال الخارقين وظل الأبطال الخارقون النموذج الأصلي للشخصية المهيمنة طوال أواخر القرن العشرين حتى القرن الحادي والعشرين. يجمع بعض المعجبين الكتب المصورة، ما يساعد في زيادة قيمتها. جرى بيع بعضها بأكثر من مليون دولار أمريكي. تلبي متاجر القصص المصورة احتياجات المعجبين، وتبيع الكتب المصورة والحقائب والألواح لحماية الكتب المصورة. يعرف الكتاب الهزلي الأمريكي أيضا باسم الكتاب الهزلي المرن. عادة ما تكون هذه الكتب رقيقة ومثبتة، على عكس الكتب التقليدية. تعد الكتب المصورة الأمريكية إحدى الصناعات الثلاثة الرئيسية للكتاب الهزلي على مستوى العالم جنبًا إلى جنب مع المانجا اليابانية والكتب المصورة الفرنسية البلجيكية.
 قد يعمل الفريق الإبداعي، الكاتب والفنان (الفنانون)، مع ناشر كتب هزلية يتولى التسويق والإعلان واللوجستيات الأخرى. يوزع أحد موزعي الجملة، مثل موزعي دياموند الهزلي، الأكبر في الولايات المتحدة، المنتج المطبوع على تجار التجزئة.